# Intermezzo (música)

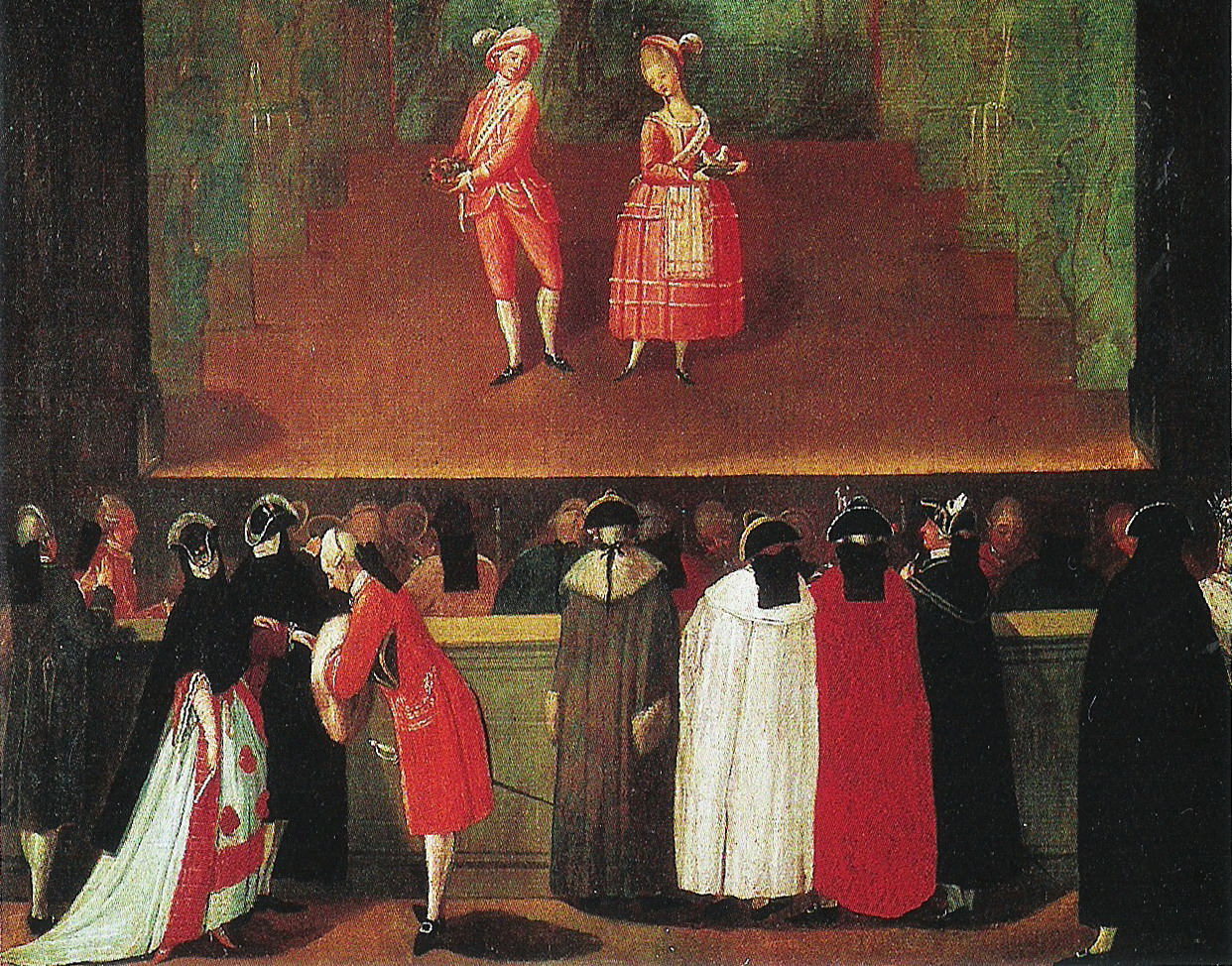
Díptico del en el que se representa un intermezzo.

Un intermezzo (palabra italiana que significa literalmente «interludio», en plural es intermezzi) en música, en el sentido más general, es una composición que se intercala entre otras piezas musicales o dramáticas, tales como los actos de una obra de teatro o los movimientos de una obra musical más amplia. En el siglo XIX evolucionó convirtiéndose en una pieza de carácter consistente en una composición independiente que no hace la función de entreacto en otra obra. A lo largo de la historia de la música, el término ha tenido varios usos diferentes, que encajan en dos categorías generales: el intermezzo de ópera y el intermezzo instrumental.

## Intermezzorenacentista
Intermezzo o intermedio eran términos utilizados a veces para designar las obras teatrales ligeras que se intercalan entre los actos de las comedias renacentistas. Era una pieza dramática con música, similar a una masque o mascarada, que se representaba entre los actos de una obra teatral en las fiestas de la corte italiana en ocasiones especiales, sobre todo en las bodas. A finales del siglo XVI, este género se había convertido en la forma más espectacular de representación dramática y en un destacado precursor de la ópera. Los ejemplos más famosos se crearon para las bodas de los Medici en 1539, 1565 y 1589. En la España barroca entre las jornadas o actos de una obra teatral larga se representaba el paso, que era una escena cómica en un solo acto, se convirtió en sinónimo de entremés, que era un breve interludio cómico que solía finalizar con música y danza.

## Intermezzode ópera
En el siglo XVIII el intermezzo pasó a denominarse entr’acte y era un interludio operístico cómico que se intercalaba entre los actos o escenas de una ópera seria. Se trata de una ópera cómica breve, a menudo de argumento realista y ambiente popular que se representaba en los entreactos de una ópera seria. Podían ser obras sustanciales y completas en sí mismas, aunque eran más breves que la ópera seria en la que se enmarcaban; normalmente proporcionaban un alivio cómico y un contraste dramático con el tono de la ópera más grande que los rodeaba, y a menudo utilizaban uno o más de los personajes habituales de la ópera o de la commedia dell'arte. En este aspecto, eran el reverso del intermezzo renacentista, que solía tener un tema mitológico o pastoral como contraste con una obra cómica principal. A menudo eran de carácter burlesco y se caracterizaban por la comedia física, los disfraces, el dialecto y la chabacanería.
El género adquirió relevancia con el más famoso de los intermezzi de la época, que fue La serva padrona (1733) de Giovanni Battista Pergolesi, que se considera el origen de la ópera bufa de la escuela napolitana y que dio inicio a la Querella de los bufones tras la muerte de Pergolesi.

### Ejemplos destacados
- La serva padrona de Pergolesi (1733).
- Pimpinone de Georg Philipp Telemann (1725).
- Le devin du village de Jean-Jacques Rousseau (1752).

## Intermezzoinstrumental
En la música del siglo XIX este género adquirió otro significado: una pieza instrumental que, o bien era un movimiento entre otras dos de una obra mayor, o bien una pieza de carácter que podía valer por sí misma. Existe una amplia variedad en su estilo y función:  
- En la música incidental Sueño de una noche de verano de Felix Mendelssohn sirve como material musical de conexión para la acción en la obra de Shakespeare.
- En la música de cámara de Mendelssohn y Brahms, se utiliza este término para los movimientos interiores que de otro modo se llamarían scherzi.
- Algunas de las últimas composiciones de Brahms, como Tres intermezzi para piano, Op. 117, son conjuntos de piezas de carácter independiente que no pretenden conectar nada más entre sí.

Estilísticamente suelen ser líricos y melódicos, sobre todo en comparación con los movimientos que los acompañan, cuando aparecen en obras de mayor envergadura. Los intermezzi para piano de Brahms, en particular, tienen un rango emocional extremadamente amplio, y a menudo se consideran algunas de las mejores piezas de carácter escritas en el siglo XIX. 
En ocasiones los compositores continuaban creando intermezzi instrumentales como piezas de conexión entre los actos de la ópera o bien determinados fragmentos orquestales dentro de un acto en las óperas del siglo XIX. En este sentido, un intermezzo es similar al entr'acte o intermedio. 
Asimismo, la música incidental para obras teatrales solía contener varios intermezzi. La música de Schubert para Rosamunda así como la de Grieg para Peer Gynt contenían varios intermezzi para las respectivas obras.
En la música del siglo XX el término se utilizó ocasionalmente. Shostakovich denominó intermezzo a un movimiento de su oscuro Cuarteto de cuerda n.º 15. Bartók empleó el término para el cuarto movimiento (de cinco) de su Concerto para orquesta.

### Ejemplos destacados
Ejemplos de intermezzi como entreacto:
- Lohengrin de Richard Wagner (1850 - acto III)
- La traviata de Giuseppe Verdi (1853 - preludio del último acto).
- Carmen de Georges Bizet (1875 - actos II, III, IV - entr'acte)
- Il figliuol prodigo de Amilcare Ponchielli (1880 - acto IV)
- Le Villi de Giacomo Puccini (1884 - acto II: en dos partes tituladas 'L'abbandono' y 'La tregenda')
- Marion Delorme de Amilcare Ponchielli (1885 - acto IV)
- Edgar de Giacomo Puccini (1889 - acto III y IV)
- Cavalleria rusticana de Pietro Mascagni (1890 - en el curso del único acto), probablemente el más famoso.
- L'amico Fritz de Pietro Mascagni (1891 - acto III)
- Pagliacci de Ruggero Leoncavallo (1892 - acto II)
- I Rantzau de Pietro Mascagni (1892 - acto IV)
- Werther de Jules Massenet (1892 - acto IV)
- Hänsel und Gretel de Engelbert Humperdinck (1893 - acto III)
- Manon Lescaut de Giacomo Puccini (1893 - Acto III)
- Thaïs de Jules Massenet (1894 - acto II - conocido como Meditación)
- Guglielmo Ratcliff de Pietro Mascagni (1895 - actos III y IV)
- Adriana Lecouvreur de Francesco Cilea (1902 - acto IV)
- Madama Butterfly de Giacomo Puccini (1904 - acto III - originalmente con el telón abierto a mitad del acto II)
- Suor Angelica de Giacomo Puccini (1918 - antes del final, telón abierto)
- Billy Budd de Benjamin Britten (1951 - entre las escenas segunda y tercera del acto III)
- Wolf-Ferrari.
- Delius.

Ejemplos de intermezzi como pieza de carácter:
- Intermezzi para piano, Op. 4 de Robert Schumann (1837).
- Tres intermezzi para piano, Op. 117 de Johannes Brahms (1892).

## Intermezzode danza
El intermezzo comenzó a utilizarse en el Renacimiento italiano a finales del siglo XV. Se presentaban diferentes actuaciones usualmente de opera, música y en algunas ocasiones danza. La idea era que estas pausas fueran refrescantes e interesantes. Aunque, por supuesto, con el tiempo fueron evolucionando y requerían una elaboración compleja y llena de escenografías espectaculares. Todo esto, transcurría entre acto y acto siendo lo que se conoce en la actualidad como intermedio.
Los intermezzi fueron creados como espacios ingeniosos, obras breves que entre acto y acto permitieron una representación con escenografías revolucionarias. Finalmente, estas innovadoras pausas fueron creando nuevos lenguajes en el ballet. Se convirtieron en una nueva categoría en el arte, espacios que situaban los diferentes festines o fiestas como inacabables. Los patios de los castillos y las plazas eran los lugares más frecuentes donde se llevaban a cabo estos festines y por supuesto, los entremeses o intermedios, conocidos como intermezzi serían incluidos en las mismas.
Su surgimiento se debe a que durante los siglos XIV y XV familias destacadas como los Médici de Florencia anhelaban derrochar su poder y clase social mediante estos imponentes festines. Continuado por un movimiento cultural donde en Italia se consideraba el no bailar bien como un detrimento cultural obligando a que los maestros de ballet del siglo XV buscaran crear danzas para grandes oportunidades como lo fueran las victorias políticas, alianzas políticas y bodas. De esa manera, el Renacimiento hace medrar a Italia con muchos espectáculos nuevos y de calidad.
Se define un ambiente escénico sustentado en la antigüedad, definido por diferentes ángulos ampliando así el número de espectadores. Esto fueron los famosos representados intermedios, intervenciones musicales, entre los diferentes actos. Desde la tragedia, comedia, plazas- jardín se idealiza un espectáculo. Además de Italia también hubo en Francia lo que se conocía como Intermède, algo más dependiente de la danza italiana. Todo esto bajo Catalina de Medici en la corte francesa. Los intermezzi mejor conocidos como, los interludios del siglo XV, fueron apoyados en la estética antigua y teorías de humanistas. Nutridos algunos del legado mitológico, los intermezzi compusieron una fórmula desde la unidad temática. Más adelante, en el siglo XVll se siguió desarrollando y podía convertirse en una obra de teatro dentro de otra obra por las distintas partes en las que podía dividirse. Por lo tanto, posteriormente tuvieron su propia puesta en escena aunque fueran con temas mitológicos que requerían más elaboración.
Estos intermedios fueron escritos e interpretados a partir de los siglos XV al XVll y tuvieron un gran auge en el público de la época. En la actualidad, ya no se presentan este tipo de intermedios aunque sí mantenemos la costumbre de tener un descanso entre acto y acto.